# Мило (Италия)
Вижте пояснителната страница за други значения на Мило.
Мѝло (на италиански: Milo, на сицилиански Milu, Милу) е село и община в Южна Италия, провинция Катания, автономен регион и остров Сицилия. Разположено е на 720 m надморска височина. Населението на общината е 1089 души (към 2010 г.).
В общинската територия се намира част от вулкана Етна. Главният център на общината се намира в подножието на планината.
До 1955 г. Мило е част от община Сант'Алфио.

## Известни личности
Починали в Мило
- Даниела Рока (1937 – 1995), актриса